# دوورتسه (ناحیه ییهلاوا)
دوورتسه (به چکی: Dvorce) یک منطقهٔ مسکونی در جمهوری چک است که در ناحیه ییهلاوا واقع شده‌است. دوورتسه ۳٫۵ کیلومتر مربع مساحت و ۱۸۶ نفر جمعیت دارد و ۵۱۵ متر بالاتر از سطح دریا واقع شده‌است.